# The Idiot
Pour les articles homonymes, voir Idiot.
Albums de Iggy Pop
Raw Power
(1973) Lust for Life
(1977)
The Idiot est le premier album solo d'Iggy Pop, sorti en 1977. C'est le premier volet d'une « trilogie » pour la maison de disques RCA, qui comprend The Idiot, Lust for Life et TV Eye Live 1977. Son titre est une référence au roman L'Idiot de Dostoïevski et sa pochette s'inspire du tableau Roquariol du peintre expressionniste Erich Heckel (1917),.
Après avoir mixé Raw Power, le 3e album des Stooges, David Bowie décide d'aider à nouveau son ami Iggy Pop, alors en grande difficulté. Tous deux en proie à la toxicomanie, ils décident de quitter Los Angeles pour s'installer à Berlin. Cette période sera l'une des plus créatives pour le Thin White Duke.
Comme l'album Low de Bowie, The Idiot est enregistré près de Paris, au château d'Hérouville. Sa froideur et ses arrangements sont influencés par l'électronique des Allemands de Kraftwerk. Iggy Pop et David Bowie y posent les bases de ce qui deviendra la Cold Wave, ou New Wave, alors que la vague Punk ne fait que commencer.
Lors de son virage "commercial" en 1983, David Bowie reprendra le titre China Girl dans une version plus pop, en faisant un tube qui permettra à Iggy Pop de sortir enfin de ses problèmes financiers.

## Anecdotes
- The Idiot est le dernier album qu'écouta Ian Curtis de Joy Division avant de se pendre dans sa cuisine, peu avant le début d'une tournée et la parution posthume de Closer.
- Nightclubbing fut utilisé comme générique de l'émission Lunettes noires pour nuits blanches, présenté par Thierry Ardisson et figure sur la bande originale du film Trainspotting.
- Le film de Tony Scott The Hunger, dans lequel joue David Bowie, contient un extrait de Funtime.
- Le beat d'intro de Nightclubbing a été samplé et modifié par Trent Reznor (Nine Inch Nails) pour servir d'introduction à Closer sur l'album The Downward Spiral.
- À noter la présence sur cet album de deux musiciens français :
  - Laurent Thibault à la basse, qui travailla avec Magma (groupe français de musique jazz, rock et expérimental) pour l'album Kobaïa et avec Jacques Higelin dans les années 1970 : No Man's Land, Champagne pour tout le monde, et Caviar pour les autres...
  - Michel Santangeli à la batterie connu pour avoir joué notamment avec Alan Stivell, Dan Ar Braz et Jacques Higelin dans les années 70/80.

## Titres
Toutes les chansons sont écrites et composées par Iggy Pop et David Bowie, sauf indication contraire.
| No | Titre           | Auteur             | Durée |
| -- | --------------- | ------------------ | ----- |
| 1. | Sister Midnight | Pop, Bowie, Alomar | 4:19  |
| 2. | Nightclubbing   |                    | 4:14  |
| 3. | Funtime         |                    | 2:54  |
| 4. | Baby            |                    | 3:24  |
| 5. | China Girl      |                    | 5:08  |
| 6. | Dum Dum Boys    |                    | 7:12  |
| 7. | Tiny Girls      |                    | 2:59  |
| 8. | Mass Production |                    | 8:24  |

## Musiciens
- Iggy Pop : chant
- David Bowie : guitare, synthétiseur, piano, saxophone, xylophone, chœurs, production
- Carlos Alomar : guitare
- Phil Palmer : guitare
- George Murray : basse
- Laurent Thibault : basse
- Dennis Davis : batterie
- Michel Santangeli : batterie
- Tony Visconti ; mixing additionnel

## Classements
| Classement (1977)                     | Meilleure place |
| ------------------------------------- | --------------- |
| États-Unis (Billboard 200)            | 72              |
| Royaume-Uni (Official Charts Company) | 30              |